# Lillebæltsystemet
Lillebæltsystemet er et dyrkningssystem i landsbyfællesskabets tid, hvor bymarken opdeles i to halvdele med lige mange års dyrkning og hvile, det vil sige en særlig form for tovangsbrug. Den forekom to variationer, en 4-årig rotation byg-ryg-fælled-fælled, eller en 8-årig rotation byg-rug-havre-havre fulgt af 4 års hvile
Lillebæltsystemet forekom i Østjylland syd for Vejle fjord og i Vends herred og i Båg herred på Fyn. I Vends herred , i Båg herred var en 4-årig rotation (rotation 2/2) fremherskende i Skydebjerg, Flemløse og Køng sogne, en 8-årig rotation (rotationen 4/4) i herredets øvrige sogne (fraset Hårby og dele af Dreslette og Køng sogne med trevangsbrug)